# Équipe du Sénégal des moins de 17 ans de football
Maillots
L'équipe du Sénégal des moins de 17 ans est une sélection de joueurs de moins de 17 ans au début des deux années de compétition placée sous la responsabilité de la Fédération du Sénégal de football.

## Parcours en Coupe d'Afrique des nations des moins de17 ans
- 1995 : Forfait
- 1997 : Non qualifié
- 1999 : 1er tour
- 2001 : 1er tour
- 2003 : 2e tour
- 2005 : 1er tour
- 2007 : 2e tour
- 2009 : Forfait
- 2011 : Phases de groupes
- 2013 : 2e tour
- 2015 : 2e tour
- 2017 : 3e tour
- 2019 : Phases de groupes
- 2023 :  Vainqueur
- 2025 : Quart de finale

## Parcours en Coupe du monde des moins de17 ans
- 1985 : Non qualifié
- 1987 : Non qualifié
- 1989 : Non qualifié
- 1991 : Non qualifié
- 1993 : Non qualifié
- 1995 : Non qualifié
- 1997 : Non qualifié
- 1999 : Non qualifié
- 2001 : Non qualifié
- 2003 : Non qualifié
- 2005 : Non qualifié
- 2007 : Non qualifié
- 2009 : Non qualifié
- 2011 : Non qualifié
- 2013 : Non qualifié
- 2015 : Non qualifié
- 2017 : Non qualifié
- 2019 : Huitièmes de finale
- 2023 : Huitièmes de finale
- 2025 : Qualifié

## Palmarès
- Coupe d'Afrique des nations de football des moins de 17 ans
  - Vainqueur : 2023
- UFOA U17
  - Vainqueur : 2018, 2021[1] et 2024[2]
  - Finaliste : 2022[3]
- Championnat d'Afrique du Nord des nations de football des moins de 17 ans
  - Vainqueur en 2018 (invité)

 Autres trophée
- Tournoi International Turquie U17
  - Vainqueur : 2019[4].